# Concert du nouvel an 1941 à Vienne
Le concert du nouvel an 1941 de l'orchestre philharmonique de Vienne, ayant lieu le 1er janvier 1941, est le premier concert du nouvel an, tenu au Musikverein à Vienne (qui est alors et depuis 1938 ville du Reich allemand du fait de l'Anschluss), à la suite des deux concerts extraordinaires donnés pour le nouvel an précédent. Il est dirigé par le chef d'orchestre viennois Clemens Krauss qui a déjà dirigé ces deux concerts.
Johann Strauss II y est de nouveau le compositeur principal, mais son frère Josef rentre aussi au programme avec trois pièces qu'il a composées seul.
Les dix premières pièces sur douze au total sont des œuvres jouées pour la première fois au concert du nouvel an.

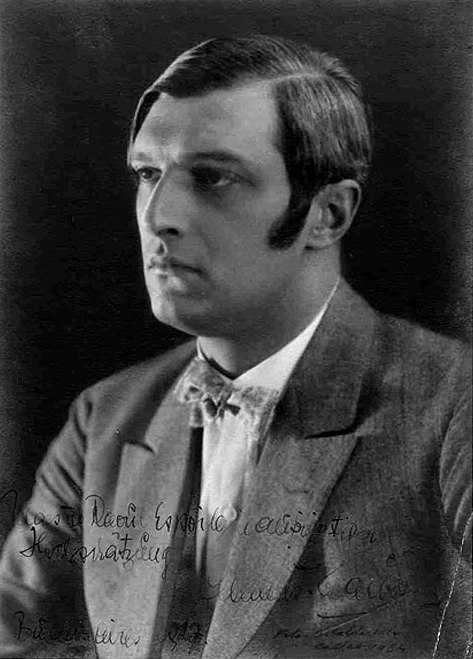
Le chef Clemens Krauss.

## Programme
Les pièces suivies d'un astérisque (*) sont jouées pour la première fois.
1. Josef Strauss : Frauenwürde, valse, op. 277*
2. Josef Strauss : Moulinet-Polka, polka française, op. 57*
3. Josef Strauss : Eingesendet, polka rapide, op. 240*
4. Johann Strauss II : Wiener Blut, valse, op. 354*
5. Johann Strauss II : Demolirer-Polka, polka, op. 269*
6. Johann Strauss II : Éljen a Magyar!, polka rapide, op. 332*
7. Johann Strauss II : ouverture de l'opérette Der Zigeunerbaron*
8. Johann Strauss II : Russischer Marsch, marche, op. 426*
9. Johann Strauss II : I-Tipferl-Polka, polka française. op. 377*
10. Johann Strauss II : Roses du Sud, valse, op. 388*
11. Johann Strauss II et Josef Strauss : Pizzicato-Polka, polka
12. Johann Strauss II : Perpetuum mobile. Ein musikalischer Scherz, scherzo, op. 257